# فدور چالوف
فدور چالوف (روسی: Фёдор Николаевич Чалов؛ زادهٔ ۱۰ آوریل ۱۹۹۸) بازیکن فوتبال اهل روسیه است.
از باشگاه‌هایی که در آن بازی کرده‌است می‌توان به باشگاه فوتبال زسکا مسکو اشاره کرد.
وی همچنین در تیم‌های ملی فوتبال روسیه بازی کرده‌است.